# Епоха (астрономија)
У астрономији, епоха је тренутак у времену који се користи као референтна тачка за неку астрономску количину која се мења у времену, као што су небеске координате или елиптични орбитални елементи небеског тела, јер су подложни пертурбацијама и временом се мењају. Ове астрономске количине које се мењају у времену могу обухватати, на пример, средњу географску дужину или средњу аномалију тела, чвор његове орбите у односу на референтну раван, правац апогеја или афела његове орбите или величину велике полуосе његове орбите.
Главна употреба одређених астрономских количина је израчунавање других релевантних параметара кретања, како би се предвидели будући положаји и брзине тела. Примењени алати дисциплина небеске механике или њеног потпоља, орбиталне механике (за предвиђање орбиталних путањи и положаја за тела у покрету под гравитационим ефектима других тела) могу се користити за стварање ефемерида, табеле вредности која даје положаје и брзине астрономских објеката на небу у датом времену или временима.
Астрономске количине могу се наводити на било који од више начина, на пример, као полиномна функција временског интервала, са епохом као временском тачком порекла (ово је тренутни уобичајени начин коришћења епохе). Алтернативно, астрономска количина која се мења у времену може се изразити као константа, једнака мери коју је имала у епохи, остављајући њено мењање током времена да буде наведено на неки други начин — на пример, табелом, као што је било уобичајено за време 17. и 18. века.
Реч епоха је често коришћена на другачији начин у старијој астрономској литератури, нпр. током 18. века, у вези са астрономским табелама. У то време, није означавала стандардни датум и време настанка за астрономске количине које се мењају у времену, већ вредности тих самих количина на одређени датум и време. У складу са том алтернативном историјском употребом, израз попут „исправљање епоха” односио би се на прилагођавање вредности табелираних астрономских количина које се примењује на устаљени стандардни датум и референтно време (а не, као што се може очекивати од тренутне употребе, промене од једног датума и референтног времена на други датум и време).
Епохе које су се до данас користиле су: B1900, B1950 и J2000, при чему „B” означава Беселову годину, а „J” Јулијанску.

## Одређивање епохе или равнодневице
Епохе и равнодневице су моменти у времену, те се могу специфицирати на исти начин као и тренуци који указују на ствари које нису епохе и равнодневице. Сматра се да су следећи стандардни начини одређивања епоха и равнодневица најпопуларнији:
- Јулијански дани, нпр. ЈД 2433282,4235 за јануар 0,9235, 1950 ТТ
- Беселове године (види доле), нпр. 1950.0 или Б1950.0 за јануар 0.9235, 1950. ТТ
- Јулијанске године, нпр. Ј2000.0 за 1.5 јануар 2000. ТТ

Сва три су изражена у ТТ = земаљско време.
Беселове године, које се углавном користе за позиције звезда, могу се срести у старијим каталозима, али сада постају застареле. Резиме каталога Хипаркоса, на пример, дефинише „каталошку епоху“ као „Ј1991.25“ (8,75 јулијанских година пре 1.5 јануара 2000. ТТ, нпр. априла 2.5625, 1991 TT).

## Беселове године
Беселова година је названа по немачком математичару и астроному Фридриху Беселу (1784–1846). Meeus 1991, стр. 125 дефинише почетак беселове године као тренутак у коме је средња географска дужина Сунца, укључујући ефекат аберације и мерена од средње равнодневице датума, тачно 280 степени. Овај тренутак пада близу почетка одговарајуће Грегоријанске године. Дефиниција је зависила од одређене теорије орбите Земље око Сунца, коју је формулисао Њукомб (1895), а која је сада застарела; из тог разлога је између осталих и употреба беселовских година постала или постаје застарела.
Lieske 1979, стр. 282 наводи да се од јулијанског датума може израчунати „беселијанска епоха“ према
Б = 1900,0 + (јулијански датум − 2415020,31352) / 365,242198781
Лискеова дефиниција није потпуно у складу са ранијом дефиницијом у смислу средње географске дужине Сунца. Када се користе Беселове године, потребно је навести која се дефиниција користи.
Да би се направила разлика између календарских и беселовских година, постало је уобичајено да се Беселовим годинама додаје ".0". Од преласка на јулијанске године средином 1980-их, постало је уобичајено да се беселијским годинама даје префикс „Б“. Дакле, „1950“ је календарска 1950. година, а „1950.0“ = „Б1950.0“ је почетак Беселове 1950. године.
- Границе IAU сазвежђа дефинисане су у екваторијалном координатном систему у односу на равнодневицу Б1875.0.
- Каталог Хенрија Дрејпера користи равнодневицу Б1900.0.
- Класични звездани атлас Tabulae Caelestes користио је Б1925.0 као своју равнодневницу.

Према Мијасу, а такође и према горе датој формули,
- Б1900.0 = JDE 2415020,3135 = 1900 јануар 0,8135 TT
- Б1950.0 = JDE 2433282,4235 = 1950 јануар 0,9235 TT

## Jулијанске године и J2000
Јулијанска година је интервал дужине средње године у јулијанском календару, односно 365,25 дана. Ова мера интервала сама по себи не дефинише ниједну епоху: грегоријански календар је у општој употреби за датирање. Али, стандардне конвенционалне епохе које нису Беселове епохе данас се често означавају префиксом „Ј“, а календарски датум на који се односе је опште познат, иако није увек исти датум у години: тако се „Ј2000“ односи на тренутак од 12 подне (подне) 1. јануара 2000, а Ј1900 се односи на тренутак од 12 подне 0. јануара 1900, што је једнако 31. децембру 1899. године. Такође је сада уобичајено да се прецизира на којој временској скали се изражава доба дана у тој епохи-ознаци, нпр. често земаљско време.
Поред тога, епоха са опционим префиксом „Ј“ и означена као година са децималама (2000 + x), где је x позитивно или негативно и наводи се на 1 или 2 децимале, почела је да значи датум који је интервал од x јулијанских година од 365,25 дана удаљен од епохе Ј2000 = ЈД 2451545.0 (ТТ), и даље одговара (упркос коришћењу префикса „Ј“ или речи „јулијански“) датуму по грегоријанском календару 1. јануара 2000, у 12h ТТ (око 64 секунде пре подне UTC истог календарског дана). (Погледајте такође јулијанску годину.) Као и беселијанска епоха, произвољна јулијанска епоха је стога повезана са јулијанским датумом по: 
J = 2000 + (Julian date − 2451545.0) ÷ 365.25
IAU је на својој Генералној скупштини 1976. године одлучила да се нова стандардна равнодневница од Ј2000.0 треба користити почевши од 1984. Пре тога, сматра се да је равнодневница од Б1950.0 била стандард.
Некада су их различити астрономи или групе астронома дефинисали појединачно, али данас су стандардне епохе генерално дефинисане међународним споразумом преко IAU, тако да астрономи широм света могу ефикасније да сарађују. Неефикасно је и подложно грешкама ако се подаци или запажања једне групе морају превести на нестандардне начине како би друге групе могле да упореде податке са информацијама из других извора. Пример како ово функционише: ако неко данас мери позицију звезде, онда користи стандардну трансформацију да би добио позицију изражену у смислу стандардног референтног оквира Ј2000, а често је та позиција Ј2000 која се дели са другима.
С друге стране, такође је постојала астрономска традиција задржавања запажања само у облику у којем су направљена, тако да други могу касније да исправе редукције на стандард ако се то покаже пожељним, као што се понекад дешавало.
Стандардна епоха „Ј2000“ која се тренутно користи је дефинисана међународним споразумом као еквивалентна са:
1. Грегоријански датум 1. јануар 2000. у 12:00 ТТ (по земаљском времену).
2. Јулијански датум 2451545.0 ТТ (земаљско време).[7]
3. 1. јануар 2000, 11:59:27.816 TAI (Међународно атомско време).[8]
4. 1. јануар 2000, 11:58:55.816 UTC (Универзално координисано време).[а]

## Епоха дана
У краћим временским оквирима, постоји низ пракси за дефинисање када сваки дан почиње. У свакодневној употреби грађански дан се рачуна по поноћној епохи, односно грађански дан почиње у поноћ. У старијој астрономској употреби било је уобичајено, до 1. јануара 1925. године, да се рачуна по подневној епохи, 12 сати након почетка грађанског дана исте деноминације, тако да је дан почињао када је средње сунце прешло меридијан у подне. Ово се још увек одражава у дефиницији Ј2000, која је почела у подне, земаљско време.
У традиционалним културама иу антици коришћене су друге епохе. У старом Египту, дани су се рачунали од изласка до изласка сунца, након јутарње епохе. Ово може бити повезано са чињеницом да су Египћани своју годину регулисали хелијакалним изласком звезде Сиријус, феноменом који се дешава ујутру непосредно пре зоре.
У неким културама које прате лунарни или лунисоларни календар, у којима је почетак месеца одређен појавом младог месеца увече, почетак дана се рачунао од заласка до заласка сунца, након вечерње епохе, нпр. јеврејском и исламском календару и у средњовековној западној Европи у рачунању датума верских празника, док се у другима пратила јутарња епоха, нпр. хиндуистички и будистички календар.